# 1015

## Nașteri
- ianuarie: Harold I (Picior-de-Iepure), rege al Angliei (d. 1040)

## Decese
- 15 iulie: Vladimir I al Kievului  (n. 958)
- 12 septembrie: Lambert I de Leuven  (n. 950)
- 31 mai: Ernest I de Suabia  (n. 984)
- 1 septembrie: Gero al II-lea al Saxoniei răsăritene  (n. 975)